# Franz Schurmann
Herbert Franz Schurmann (21 giugno 1926 – 20 agosto 2010) è stato un sociologo e storico statunitense, noto soprattutto per le sue ricerche e i suoi scritti sulla Cina comunista durante il periodo della guerra fredda.
Schurmann ha insegnato per 38 anni nei dipartimenti di Sociologia e Storia dell'Università di Berkeley. Fu uno dei primi oppositori della guerra del Vietnam e il primo professore americano a visitare Hanoi durante i bombardamenti. Ha co-fondato il Pacific News Service nel 1970 insieme all'autore Orville Schell, lavorando come editore e commentatore, e ha scritto la rubrica settimanale "Predictions".

## Biografia

### La formazione
Schurmann nacque il 21 giugno 1926 ad Astoria, un quartiere di New York, e crebbe a Bloomfield, nel Connecticut. Imparò a parlare fluentemente ben 12 lingue, imparandole dal padre sloveno che ne parlava cinque, dalla madre immigrata dalla Germania e dai dialetti parlati nella comunità multietnica in cui era cresciuto. Frequentò per un breve periodo il Trinity College nella vicina Hartford.
Fu arruolato nell'esercito americano durante la seconda guerra mondiale e gli fu assegnato il compito di imparare il giapponese, lavorando come censore dei giornali durante l' occupazione americana del Giappone. Strinse amicizia con Stefan Brecht durante il servizio militare e incontrò Thomas Mann e altri emigrati tedeschi nella casa in California del padre di Stefan, Bertolt Brecht. Dopo aver completato il servizio militare, Schurmann frequentò l'Università di Harvard dove ottenne un dottorato di ricerca in studi asiatici, che poté conseguire grazie ai benefici del GI Bill come veterano.

### Carriera
Verso la fine degli anni '50, Schurmann trascorse due anni esplorando l'Afghanistan a cavallo, dove documentò una tribù dagli occhi azzurri e dai capelli biondi che discendeva dalle invasioni di Gengis Khan, una storia che raccontò nel suo libro del 1962 The Mongols of Afghanistan: An Ethnography of the Moghôls and Related Peoples of Afghanistan.
Fu uno dei primi oppositori della guerra del Vietnam: fondò il Berkeley Faculty Peace Committee nel 1965 e visitò il Vietnam del Nord con l'autrice e attivista politica Mary McCarthy nel 1968. Nel 1967, Schurmann firmò una lettera in cui dichiarava la sua intenzione di rifiutarsi di pagare le tasse per protestare contro la guerra degli Stati Uniti contro il Vietnam, sollecitando inoltre altre persone a prendere questa posizione.
La sua opera principale, Ideologia, organizzazione e società in Cina, fu pubblicata nel 1966, proprio all'inizio della Rivoluzione culturale di Mao Zedong, rivista e ampliata nel 1968 e nel 1971. Il libro si avvale delle interviste condotte da Schurmann a Hong Kong con i rifugiati e delle ampie letture di giornali e documenti cinesi e sostiene che un'"ideologia coerente ma mutevole" creò una rete di organizzazione che copriva e penetrava tutti gli aspetti della società cinese, a partire già dagli anni '30. 
Ha curato poi con il suo allievo Orville Schell la serie in tre volumi The China Reader. Insieme a Schell fondò poi, nel 1970, il Pacific News Service, con l'obiettivo di fornire agli americani una copertura più dettagliata delle notizie provenienti dall'Asia e dall'America Latina. Nel 1996 il servizio creò la New America Media, un'agenzia di stampa etnica multimediale.

### Morte
Morì all'età di 84 anni il 20 agosto 2010 nella sua casa di San Francisco a causa di complicazioni dovute all'alzheimer e al morbo di Parkinson . Lui e sua moglie, la giornalista Sandy Close, hanno avuto due figli.

## Opere
- Ideology and Organization in Communist China, Berkeley, University of Californa Press, 1966
  -  Ideologia, organizzazione e società in Cina dalla liberazione alla rivoluzione culturale, a cura di Alberto Martinelli, Milano, Il Saggiatore, 1972.
- The Logic of World Power: An Inquiry into the Origins, Currents, and Contradictions of World Politics, Pantheon, 1974
  -  La logica del potere: le origini, le correnti e le contraddizioni della politica mondiale, introduzione di Alberto Martinelli, Milano, Il Saggiatore, 1980.
- The Foreign Politics of Richard Nixon: The Grand Design, Berkeley, Institute of International Studies. University of California, 1987.